# 高太保
高太保（1913年10月13日—1997年12月24日），也譯作高太寶，越南農業工程師和外交官，曾任越南共和國首任駐菲律賓公使、越南共和國駐泰國大使。

## 生平
1913年10月13日，高太保出生於越南西貢（今胡志明市）。
高太保在西貢和法國里昂完成中學學業。後就讀於法國南錫農學院和水利和與森林學院。
1937年至1946年，擔任西貢農業研究院研究處處長。1951年至1954年，擔任多個農業代表團團長或成員。
1954年至1955年，高太保任南份副首憲。1955年，高太保出任越南共和國首任駐菲律賓特命全權公使，任期五年，於12月5日遞交國書。1961年，轉任越南共和國駐泰國大使。1963年12月，越南共和國政府決定終止包括高太保在內的一些駐外大使和公使的職務。1964年4月8日，高太保的外交任務結束。:386
1974年，高太保移民美國，並更名爲John Bao Thai Cao。
1997年12月24日，高太保逝世，享壽84歲。

## 榮譽
- 五等保國勳章[5]